# عقول كثيب
عقول كثيب (بالإنجليزية: Mentats of Dune)‏ هي رواية خيال علمي صدرت عام 2014 بقلم برايان هربرت وكيفن أندرسون، تدور أحداثها في عالم كثيب الذي ألَّفه فرانك هربرت. هي الكتاب الثاني في ثلاثية مدارس كثيب العظيمة التمهيدية، والتي تعد في حد ذاتها تكملة لثلاثية أساطير كثيب. بعد مرور ما يقرب من قرن من الزمان على أحداث كثيب: معركة كورين لعام 2004، تستمر الرواية في تأريخ بدايات مدارس بني جيسيرت ومنتات وسوك، بالإضافة إلى نقابة الفضاء، والتي تعرضت جميعها للتهديد من قبل القوى المستقلة المناهضة للتكنولوجيا التي اكتسبت السلطة في أعقاب الجهاد البطلري. تسرد ثلاثية مدارس كثيب العظيمة، التي ذكرها أندرسون لأول مرة في منشور مدونة عام 2010، السنوات الأولى لهذه المنظمات، والتي تظهر بشكل بارز في روايات كثيب الأصلية.

## الاستقبال
ظهرت رواية عقول كثيب لأول مرة في المركز 17 على قائمة نيويورك تايمز لأكثر الكتب مبيعًا.